# قسم تششمة لنغان الريفي (مقاطعة فريدون شهر)
قسم تششمة لنغان الريفي (بالفارسية: دهستان چشمه لنگان) هي منطقة سكنية تقع في البلدة المركزية في إيران. يقدر عدد سكانها بـ 3,031 نسمة .